# NSU
NSU Motorenwerke AG byl německý výrobce pletacích strojů, motocyklů a osobních automobilů založený v roce 1873. Po 2. světové válce vyráběl nejvíce jednostopých vozidel na světě. Jako první začal v roce 1964 s výrobou vozů poháněných Wankelovým motorem. Nesmírně nákladné uvedení dalšího vozu s plně nevyvinutým Wankelovým motorem skončilo neúspěšně, v roce 1969 převzal NSU Volkswagen a připojil k Audi.

## Začátky

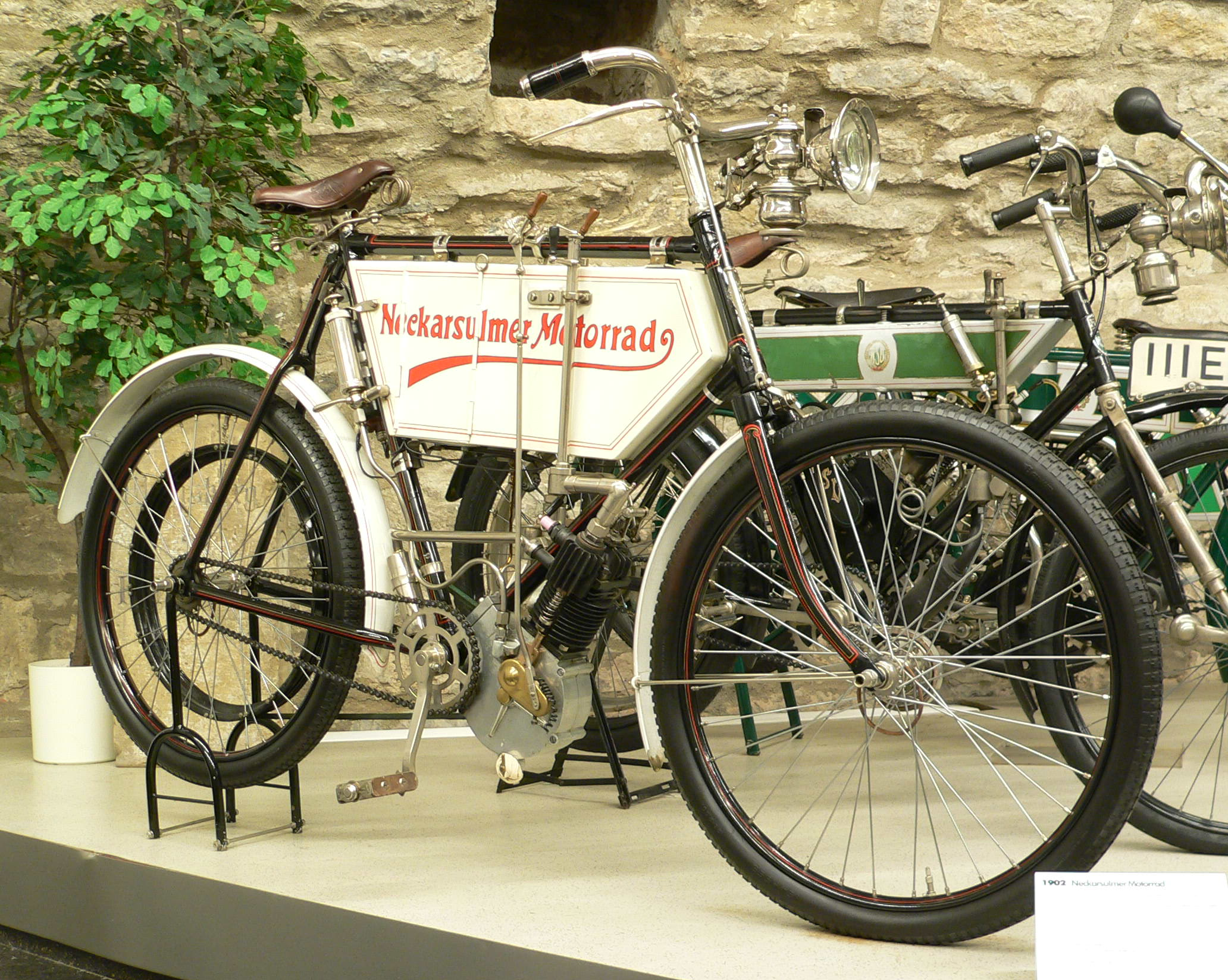
První motocykl NSU
motokolo Neckarsulmer
1901

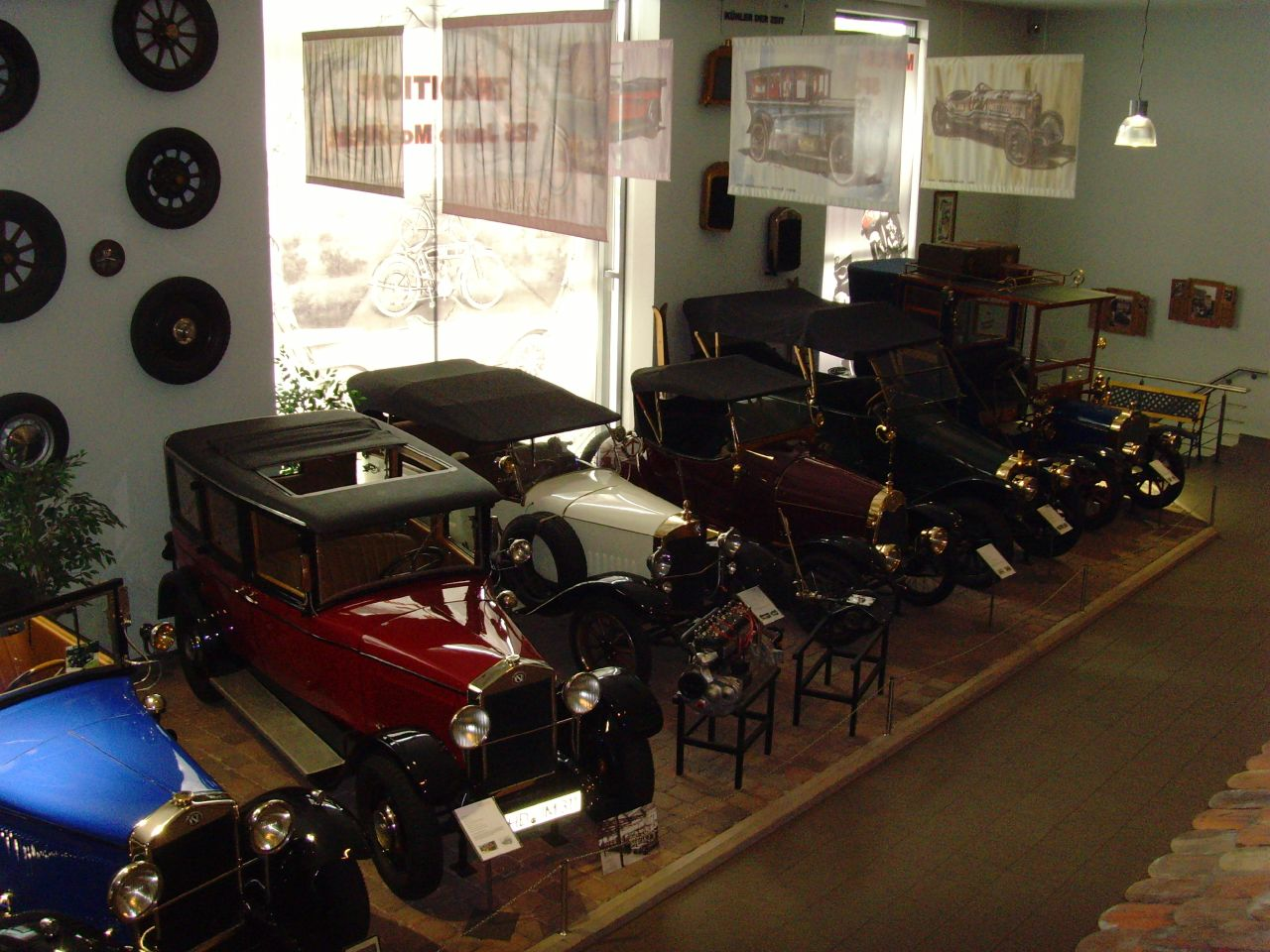
Meziválečné vozy NSU

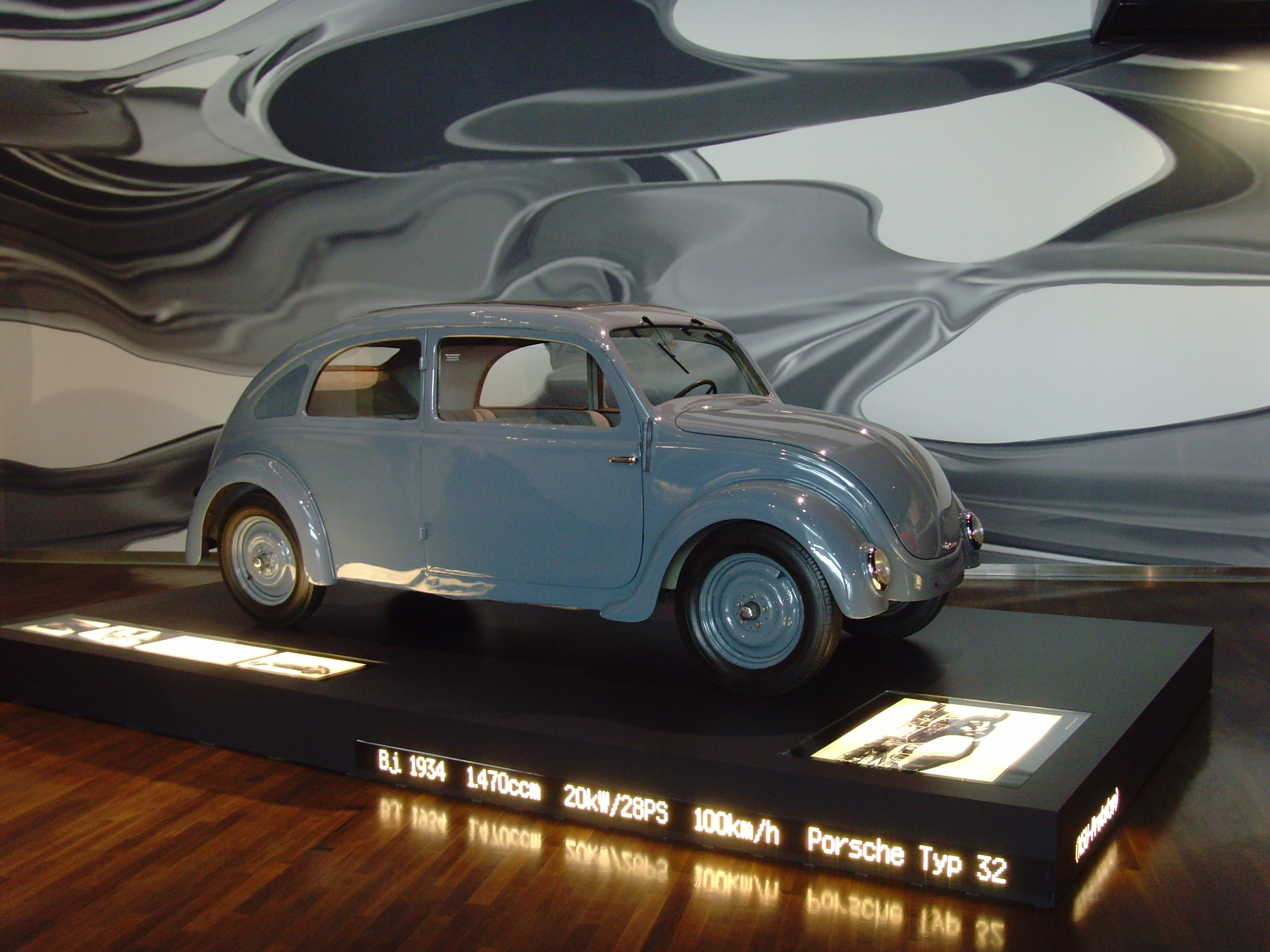
Porsche NSU 1934, prototyp

Firmu založili Christian Schmidt a Heinrich Stoll v roce 1873 v Riedlingenu jako dílnu n výrobu pletacích strojů (Mechanische Werkstätte zur Herstellung von Strickmaschinen). V roce 1880 se výroba přesunula do Neckarsulmu u Heilbronnu. Od roku 1886 přidala jízdní kola. V té době se jako firemní značka začala používat trojice písmen NSU (Neckarsulm Strickmaschinen Union, zároveň odkazující na místní soutok řek Neckar a Sulm). Po roce 1892 už továrna vyráběla jen bicykly. Od roku 1901 začala vyrábět motocykly a stala se jednou z vedoucích německých firem v oboru. V roce 1905 přičlenila výrobu automobilů, které vyráběla v mnoha třídách.

## Mezi světovými válkami

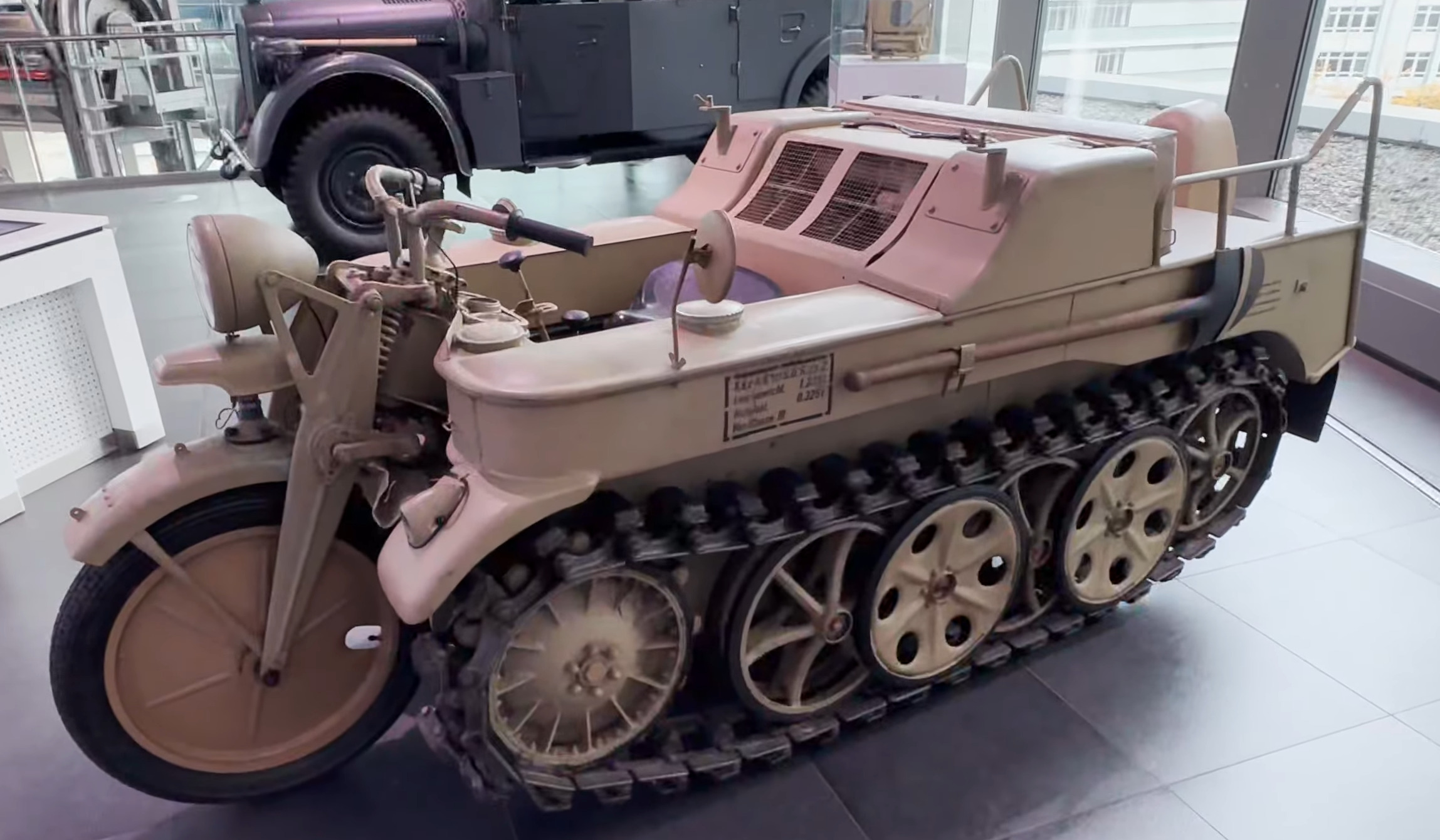
Třímístné polopásové vozidlo
NSU HK101 (Sd.Kfz. 2, 1940-45)

Navzdory první světové válce se společnosti dařilo. V Heilbronnu postavila v roce 1925 továrnu na automobily, v roce 1929 převzala motocyklový úsek společnosti Wanderer. Po vypuknutí velké hospodářské krize prodala továrnu Heilbronn v roce 1932 Fiatu. Aby se vyrovnala s poklesem prodeje motocyklů, plánovala v Neckarsulmu výrobu malého vozu. Návrhem byl pověřen Ferdinand Porsche, který roku 1934 postavil 3 prototypy v mnohém podobné pozdějšímu VW Brouku. Vysoké investiční náklady ale neumožnily sériovou výrobu a NSU se zcela přiklonila k motocyklům žádaným militarizací oživlou ekonomikou. Na konci roku 1936 odkoupila produkci jednostopých vozidel Opel a stala se jedním z největších světových motocyklových výrobců.
Během druhé světové války NSU navrhla a vyráběla lehké polopásové vozidlo HK101 Kettenkraftrad (pásový motocykl) s vojenským označením Sd.Kfz. 2 poháněné čtyřválcovým 1478 cm³ motorem vozu Opel Olympia, umístěným za řidičem před lavicí pro dva muže, sedící zády k nim. Sloužil i jako lehký tahač.

## Poválečné období

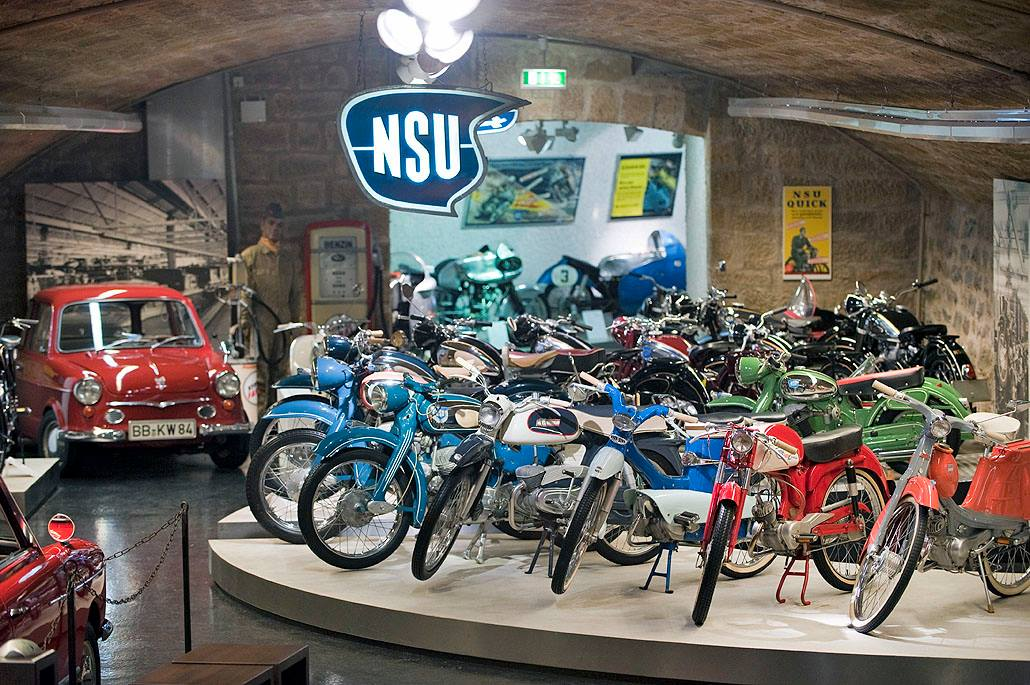
Znak motocyklů NSU
nad poválečnými stroji

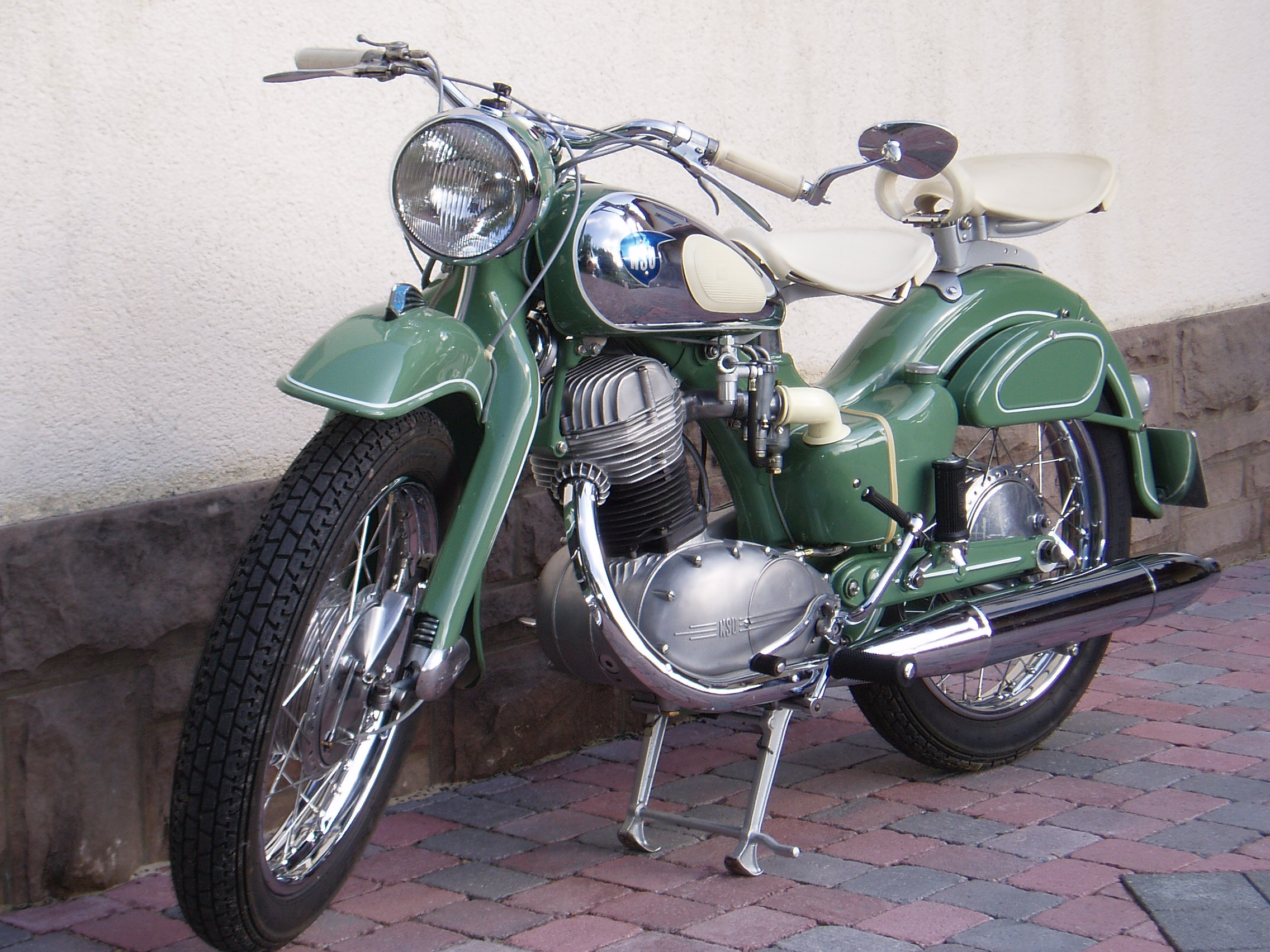
247 cm³ NSU Max
(1952–1963)

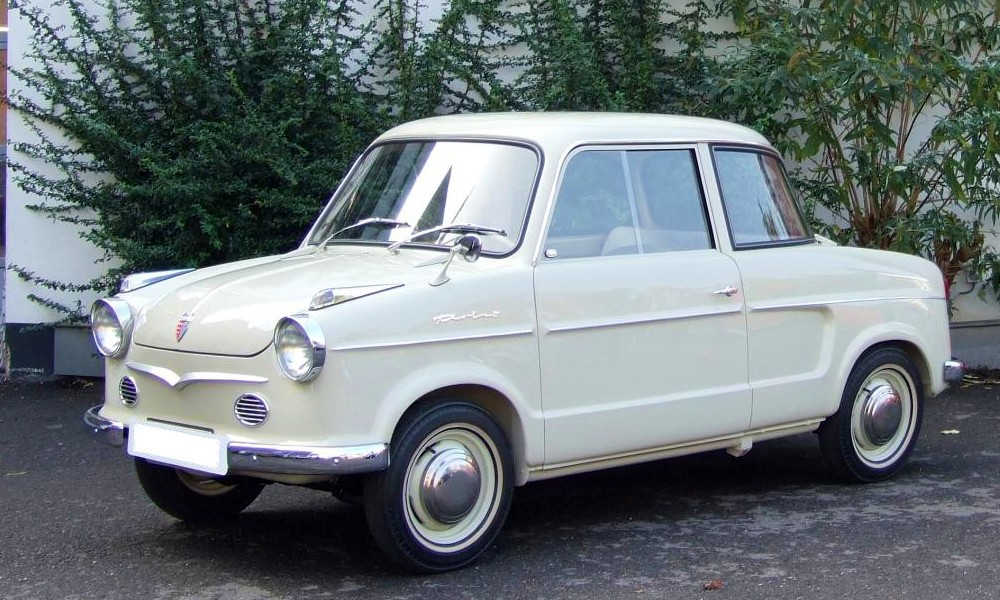
NSU Prinz (1958–1962)

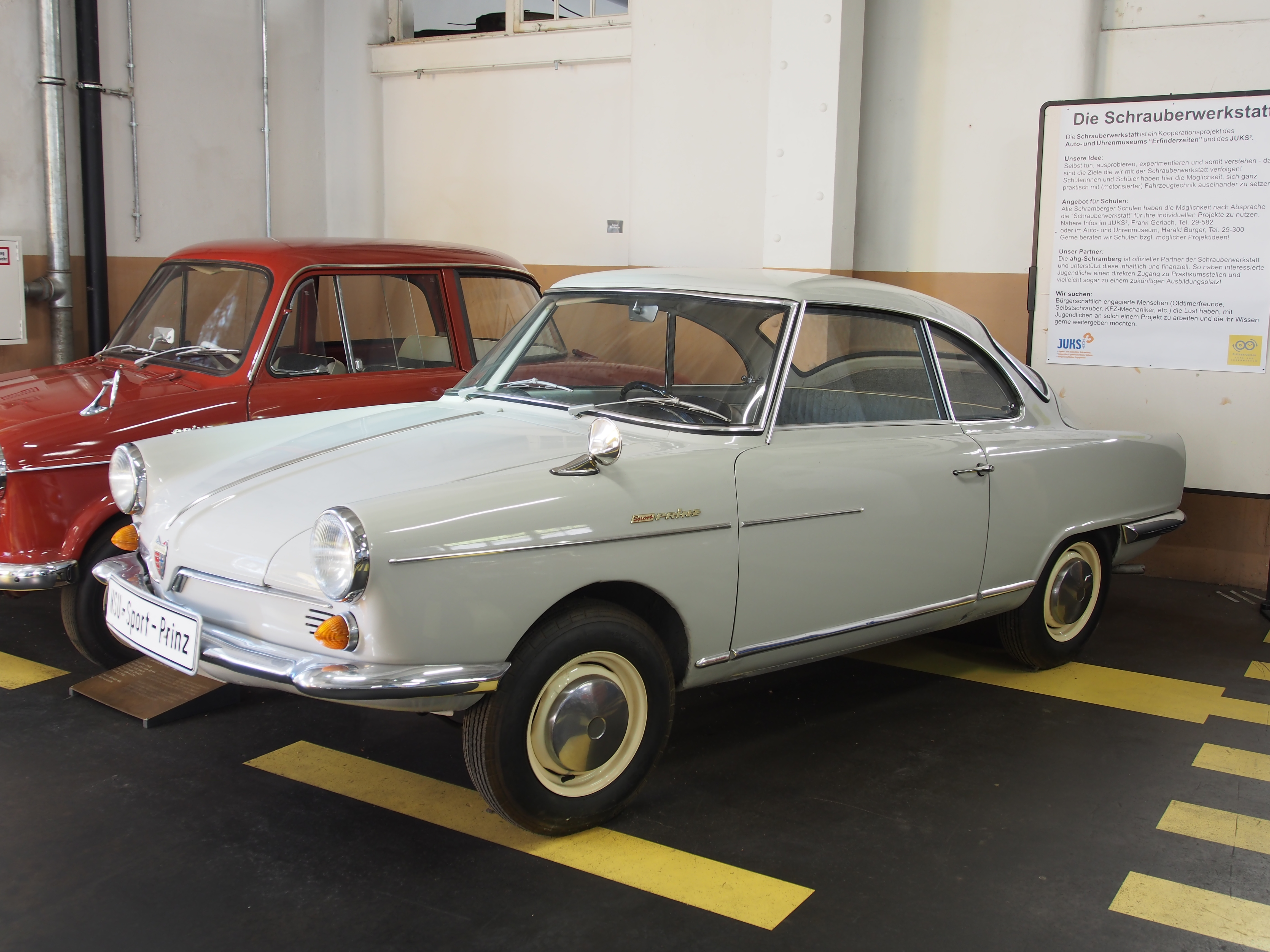
NSU Sport Prinz (1959–1967)

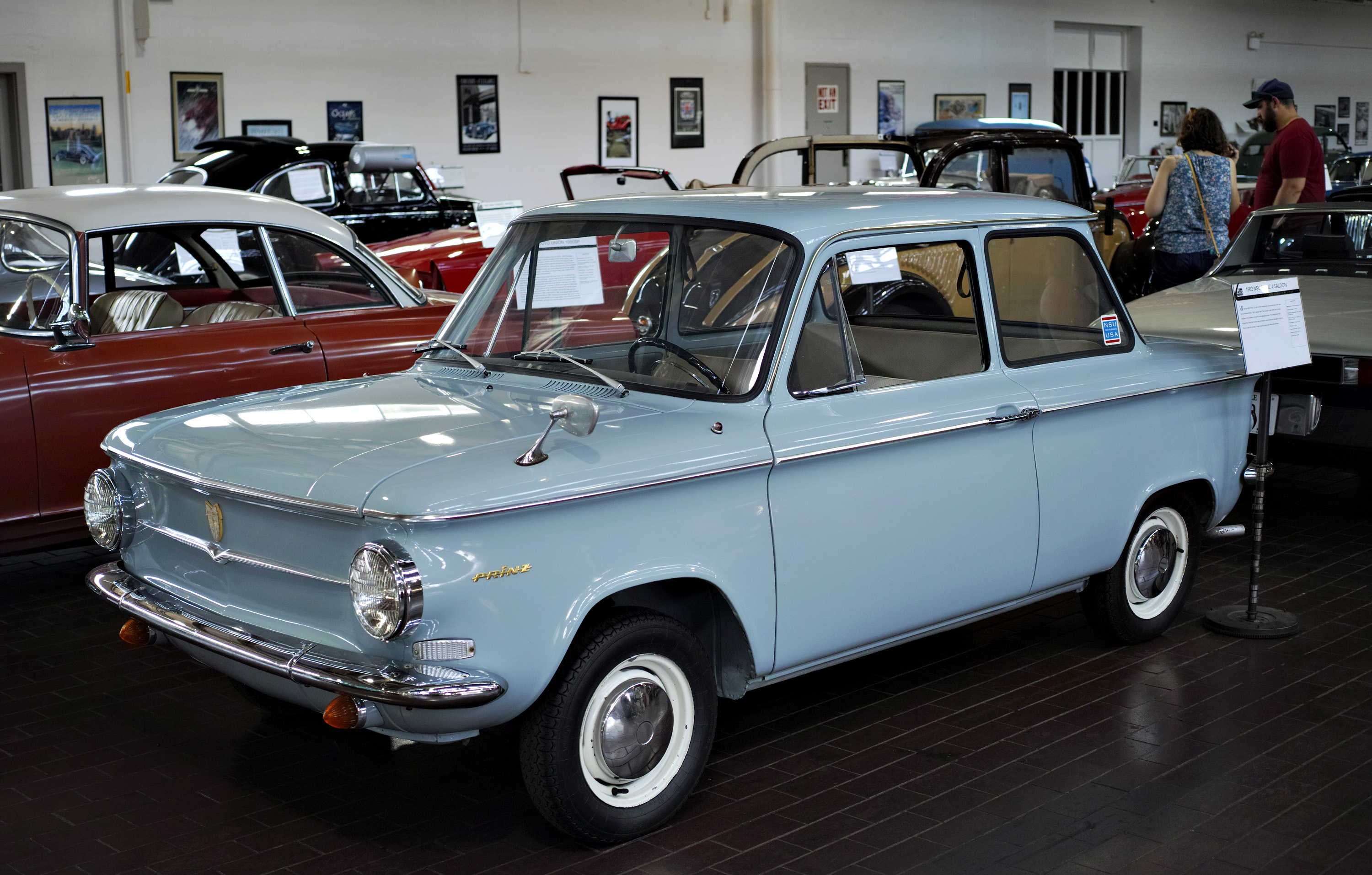
NSU Prinz 4 (1961–1973)

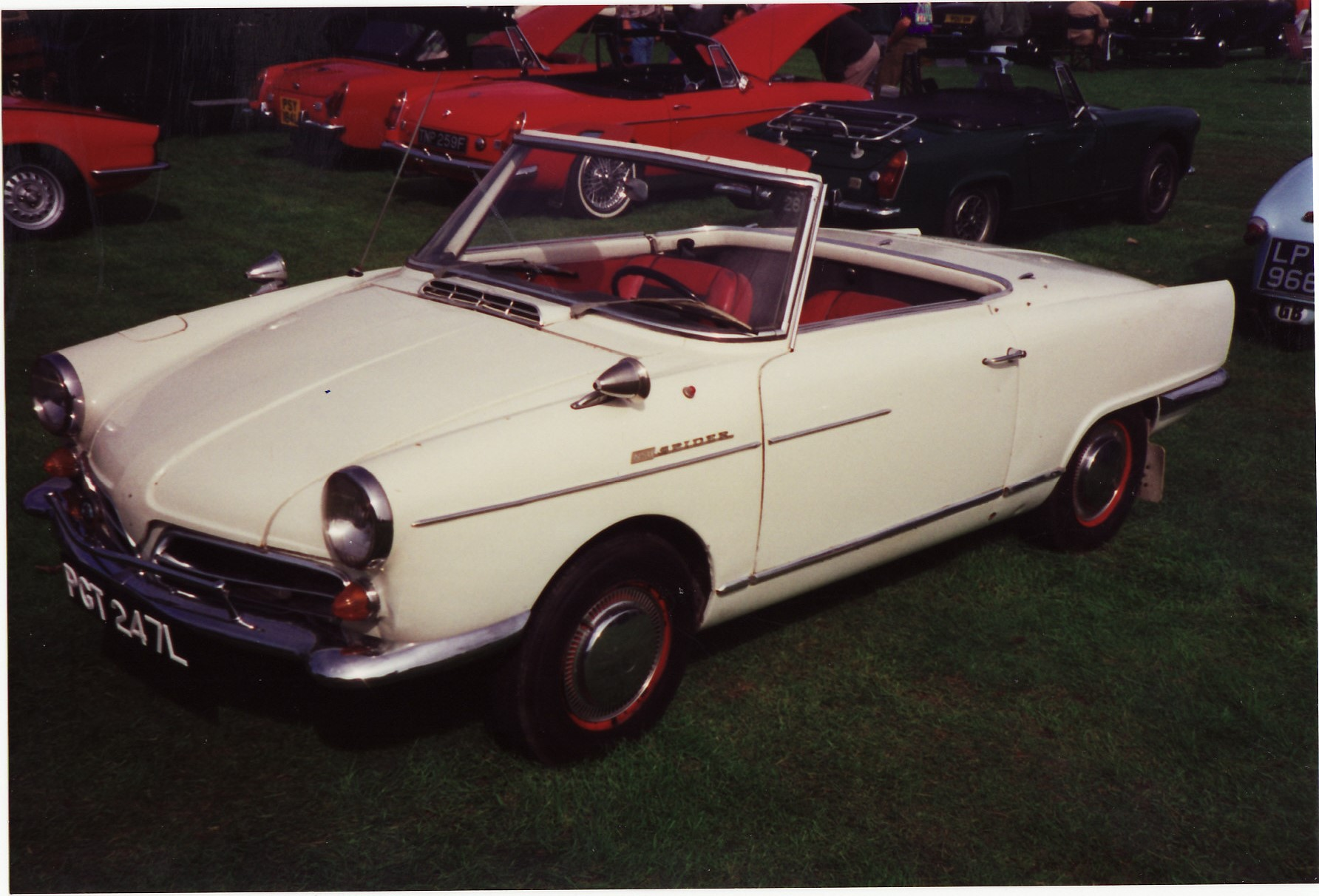
NSU Wankel Spider (1964–1967)

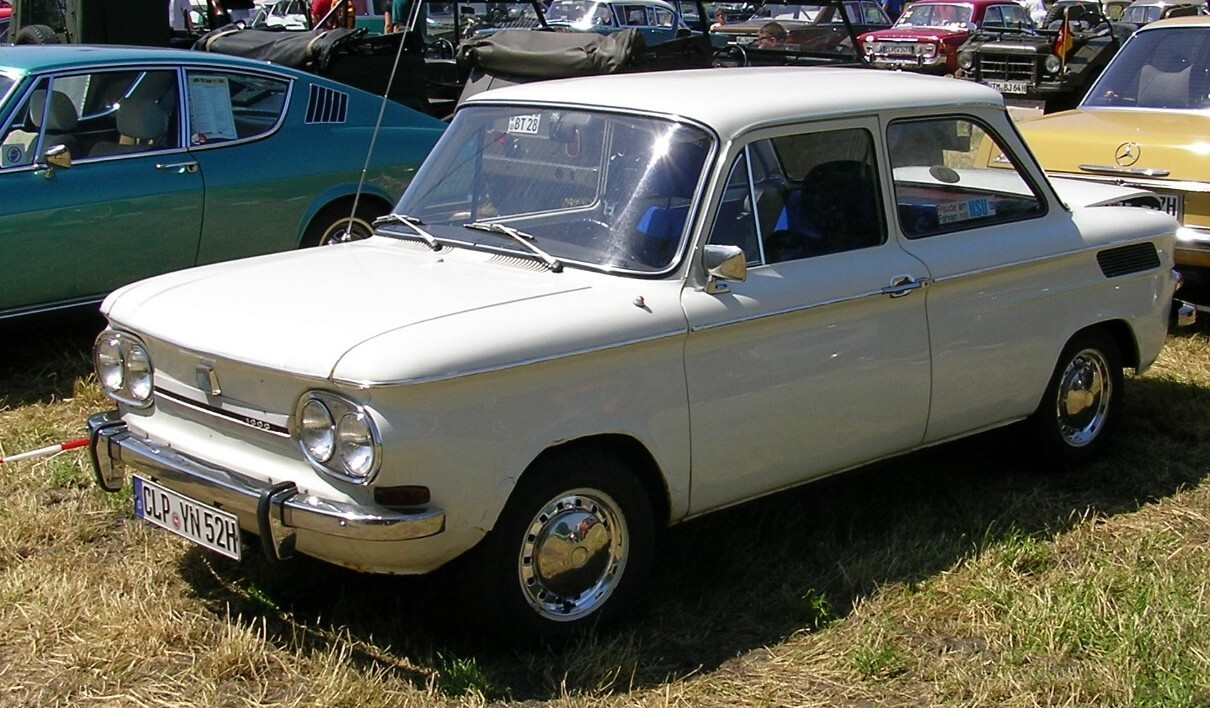
NSU Prinz 1000 (1964–1967)

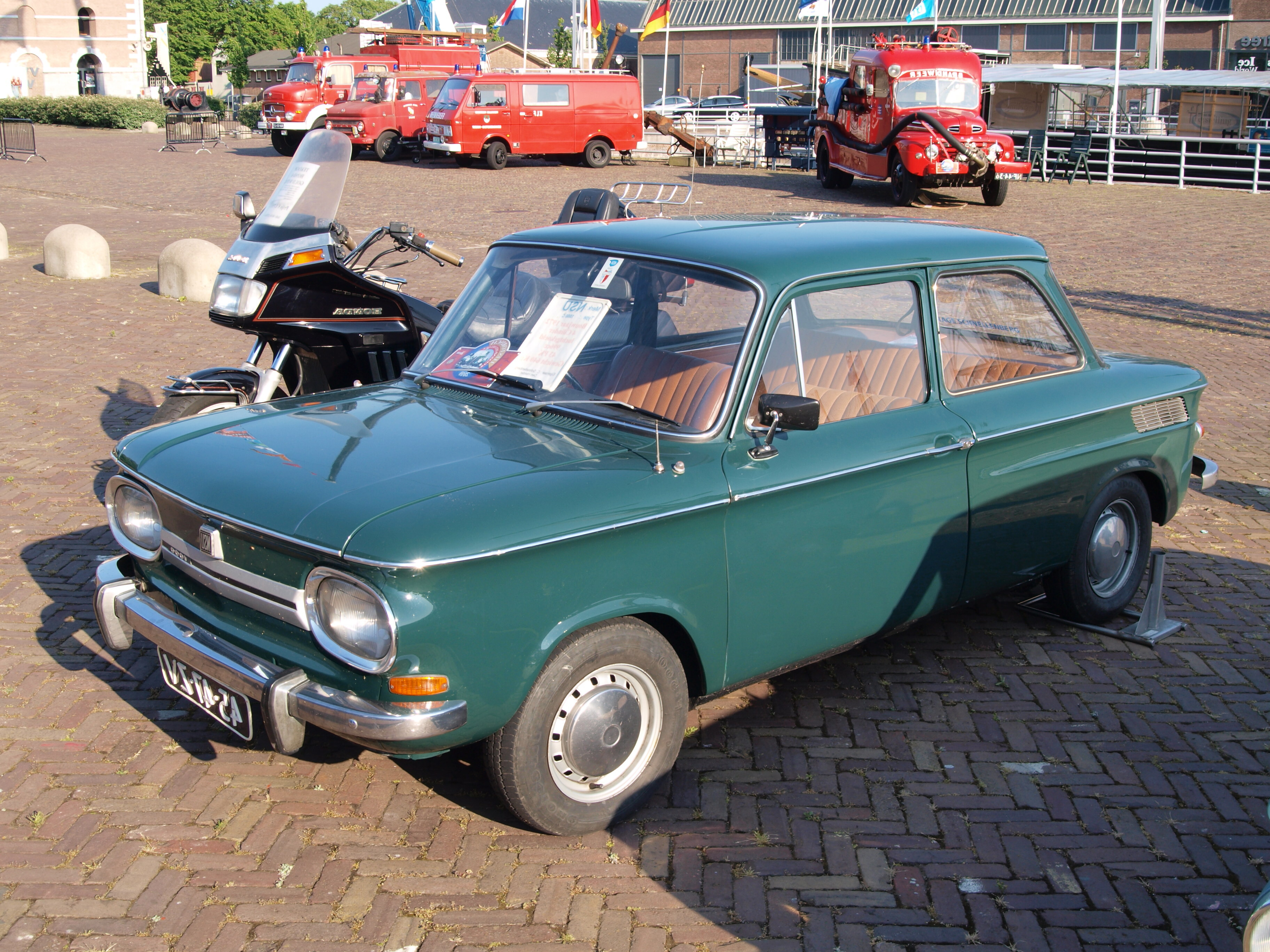
NSU 1000 (1967–1972)

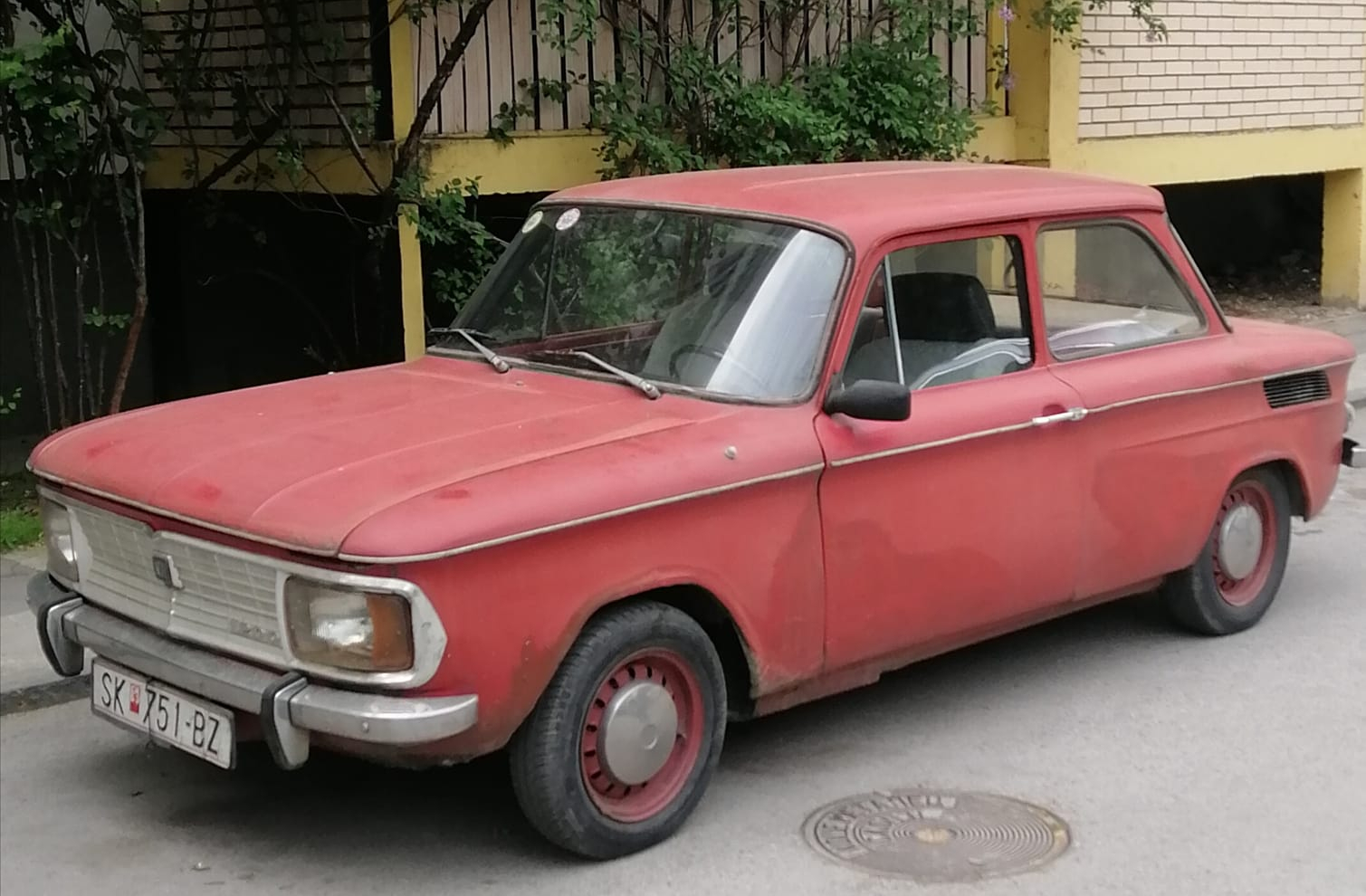
NSU Typ 110 (1965 – 1967)
NSU 1200 (1967–1973)

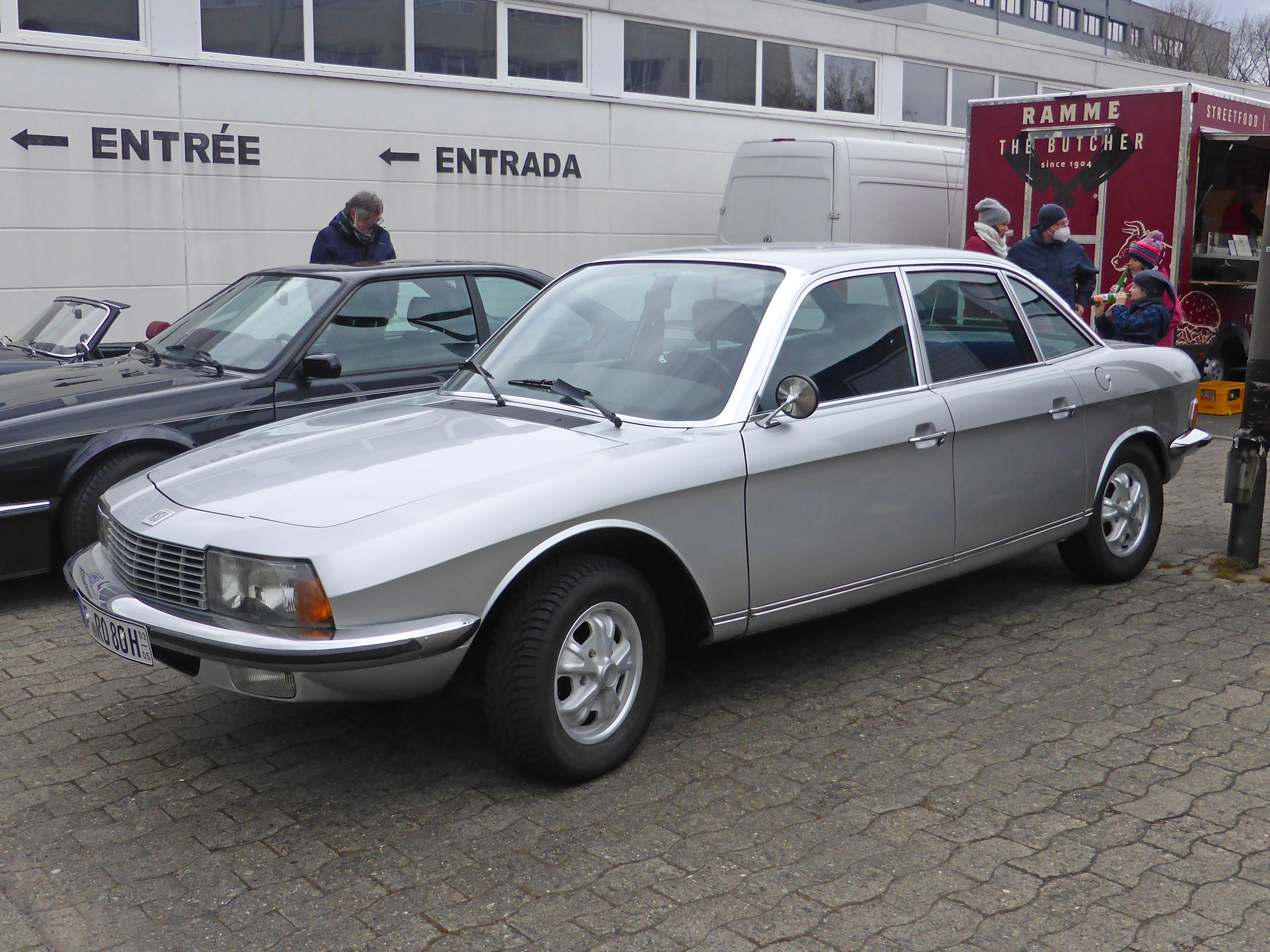
NSU Ro 80 (1967–1977)

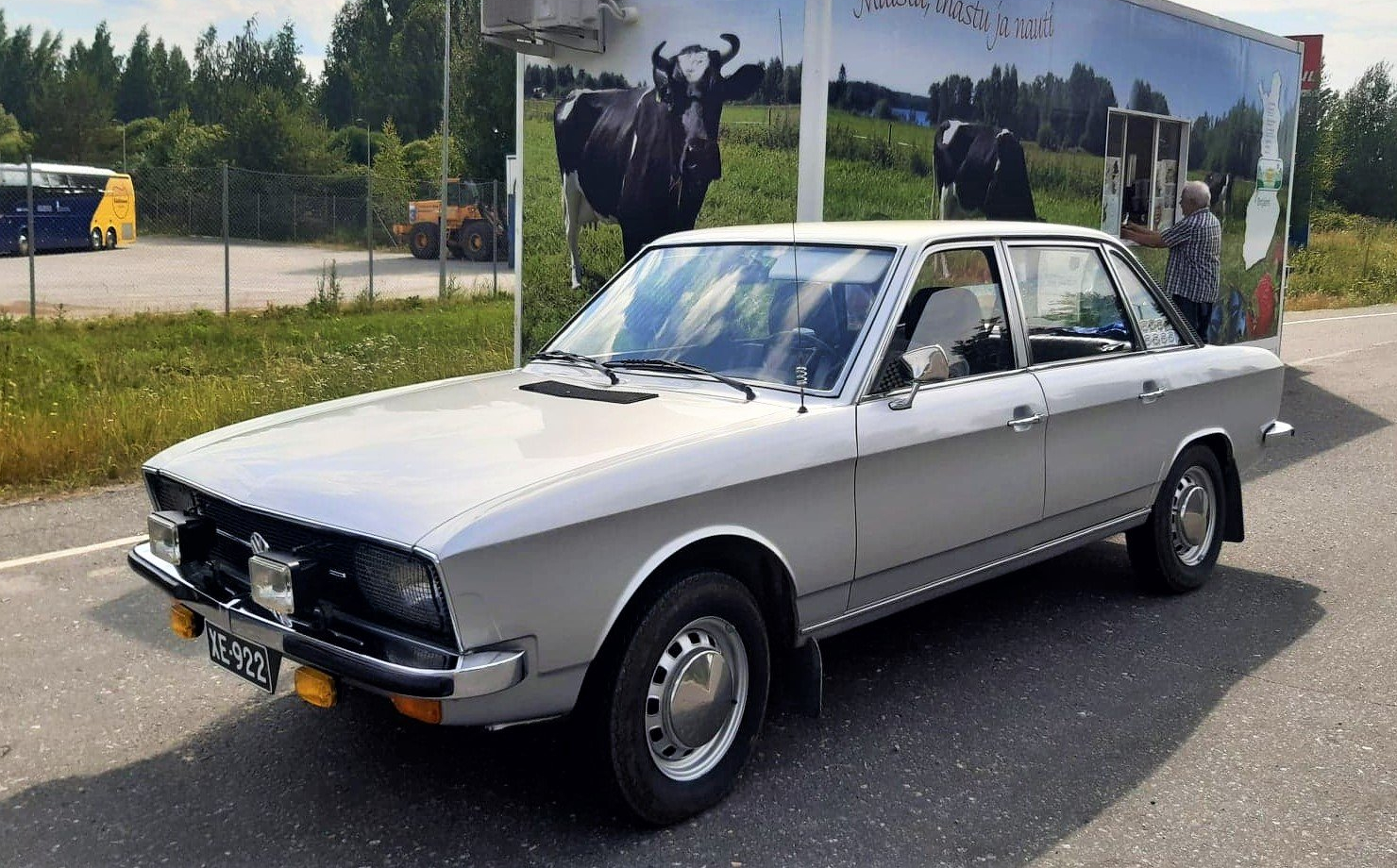
K 70 (1970–1975)

Těžce poškozená továrna NSU obnovila poměrně brzy z dílů, které měla po ruce, výrobu polopásových vozidel HK101 pro zemědělce nebo lesníky, ale i předválečných motocyklů. Nedostatek peněz, vozů, benzínu i polorozbité cesty a zvýšená potřeba hybnosti v obnovující se zemi přál zpočátku motocyklům. S licenčním skútrem Innocenti Lambretta i zcela novými stroji Fox a Max vyráběla NSU do roku 1955 nejvíce jednostopých vozidel na světě. NSU Max byl jedním z nejpopulárnějších 250 cm³ německých motocyklů 50. a 60. let. V motosportu dosáhla NSU mnoha úspěchů a rychlostních rekordů. Bezprecedentním vítězstvím se ziskem prvních čtyř míst ovládla v roce 1954 nejnáročnější a nejnebezpečnější závod světa Isle of Man TT v objemové třídě do 250 cm³. S Felixem Wankelem NSU vyvíjela rotační kompresor pro motocykly a finančně podpořila vývoj Wankelova motoru. Výrobu jednostopých motorových vozidel si NSU udržela až do převzetí VW. Výchozí snahou o návrat mezi dvoustopé výrobce byla nabídka mladým s jednou Lambrettou dokoupit s příchodem dětí dodatečnou pro montáž do kapotovaného stroje pro dva dospělé a dvě děti se sklápěcí plátěnou střechu.[ve zdroji nenalezeno]

### Návrat k automobilům
Závěrem roku 1953 nastal po deštivém létě ústup jednostopých vozidel. Německý hospodářský zázrak posilující kupní sílu vyvolal zájem o jednoduchá vozítka s přinejmenším lepší ochranou před nepřízní počasí na úkor motocyklů s postranním vozíkem. Vyráběly je i mnohé zbrojní továrny, které měly vysoce kvalitní zařízení na přesné obrábění a hledaly náhradní výrobu. Aby NSU jako největší světový výrobce motocyklů udržela objem výroby, zahájila v létě 1954 vývoj minivozu ve stylu tříkolového Fuldamobilu. Poháněn měl být čtyřdobým jednoválcovým 250 cm³ motorem z motocyklu NSU Max. Stoupající prodej kabinových tříkolek Isetta nebo Heinkel, kabinových tříkolek a čtyřkolek Messerschmitt, Zündapp, ale i značný růst prodeje miniautomobilů Lloyd, Gutbrod nebo Glas ji přiměl nepříliš stabilní 2+2místnou tříkolku NSU Max-Kabine upravit. Překonstruovaný minitudor NSU Prinz uvezl až čtyři dospělé, ovšem se značně skromným místem na nohy při úplném obsazení.

#### Minivozy
Po kladných reakcích na předvedení prototypu v září 1957 zahájila NSU výrobu a v březnu 1958 prodej heslem: „Řiďte Prince a budete král“. Vzduchem chlazený čtyřdobý řadový dvouválcový 583 cm³ motor s 20 koni uložený vzadu napříč konstrukčně vycházel z jednoválcových motocyklových motorů NSU Max.[ve zdroji nenalezeno] Lehká moderní samonosná karoserie zkonstruovaná (zne)užitím popracovních hospodských setkání s dělníky karosárny Drauz zhotovující v sousedním městě Heilbronnu samonosné karoserie Fordu Taunus Transit umožnila maximální rychlost 105 km/h a dělala z minivozu NSU Prinz skutečného konkurenta VW Brouků. Při mnohem menším objemu výroby ne pořizovací cenou, ale výrazně nižšími provozními náklady. Získal si velkou oblibu coby první poválečný vůz NSU, využíval přitom stávající stroje a zařízení na výrobu motocyklů.
V roce 1959 rozšířily nabídku lépe vybavený NSU Prinz II,[ve zdroji nenalezeno] výkonnější NSU Prinz 30 a zákazníky lákající 2+2místné kupé NSU Sport Prinz s 598 cm³ vylepšeným 30 k motorem, jehož karoserii navrhl Bertone. Měly synchronizované převodovky a vzbudily mnohem větší oblibu. Na základě kupé vznikl první sériový vůz s Wankelovým motorem na světě, roadster NSU Wankel Spider. Byl poháněn jednorotorovým motorem celkového objemu komor 497,5 cm³ (porovnatelný zdvihový objem 995 cm³) s 50 k chlazeným kapalinou, jehož chladič byl umístěn v přídi. Coby první vůz s Wankelem nebyl levný a plánované výroby 3000–5000 ročně s motorem víceméně v podobě bezděčné zkušební laboratoře se nedosáhlo. Složité těsnění trpělo vážnými problémy, zvláště když řidiči sportovního vozu nedbali pokynů výrobce a motor příliš vytáčeli. Přes četné závodní úspěchy vzniklo v letech 1964–1967 pouze 2 375 spyderů. Kupé NSU Sport Prinz s 30 k 20 831 v letech 1959–1967.
NSU Prinz III nahradil v září 1960 Prinz I a II, výkon měl zvýšen na 23 k a vyráběl se do roku 1962. Od června 1961 s nástupcem Prinz 4, který byl opatřen modernější, výrazně širší karoserií poskytující řádných pět míst i rozměrnější zavazadlový prostor v delším předním převisu. Poháněn byl motorem kupé NSU Sport Prinz. Původně navržený styl vycházející z předchůdce příliš připomínal dva roky starší BMW 700 i Bertoneho Simcu 1000 a musel být mírně přepracován. Prolisy Chevroletu Corvair, který poháněl vzadu uložený vzduchem chlazený šestiválcový boxer dodaly dvouválcovému Prinz 4 působivost. Chevrolet se kopírování právně nebránil, ačkoli se NSU Prinz prodával i v USA. Inovovaný motor Prinz 4 se montoval i do starších modelů. V motocyklové továrně se zaběhala výroba automobilů, zvýšila kvalita a prostorný Prinz 4 se za rozumnou cenu stal velmi oblíbeným.
V letech 1958–1962 vzniklo 64 236 vozů Prinz I-III(1 648 + 31 910 + 30 678), v letech 1961–1973 625 032 Prinz 4 a poskytly ekonomický základ pro další růst značky.

#### Malé vozy
NSU Prinz 1000 z roku 1963 s prodlouženým rozvorem i delší zádí poháněl 40 k čtyřválcový 996 cm³ motor ze spojených bloků dvouválce. Přímo už konkuroval zastarávajícímu VW Brouku, dvojitými světlomety připomínal Chevrolet Corvair o to více. V únoru 1967 se vzdal šlechtického titulu a jednoduchým označením NSU 1000 zdůraznil odstup od kratších předchůdců – nárůstem konkurence bylo stále zřejmější, že ne každý princ může být králem.[zdroj?]
Roku 1966 byla NSU objemem výroby na pátém místě v NSR za Volkswagenem, Opelem, Fordem a Mercedesem, daleko před BMW nebo Auto Union s její značkou DKW.

#### Nižší střední třída
NSU Typ 110 s 1085 cm³ motorem o 53 k a ještě prodlouženějším rozvorem i delší přídí vyráběný od roku 1965 už zastupoval nižší střední třídu. Při nezměněné šířce i výšce ovšem vypadal příliš nataženě. Falešná maska chladiče odváděla pozornost od motoru vzadu. Se zvětšeným objemem 1177 cm³ a výkonem 55 k byl od června 1967 pojmenován NSU 1200.[ve zdroji nenalezeno]
Čtyřválcových NSU vzniklo 207 628 + 62 502 + 267 600. A také 14 292 sportovních NSU TT a 49 327 NSU TTS s krátkou karoserií litrového modelu a objemnějšími motory s dvojitým karburátorem o 55, resp. 65 k. Navíc i 2 402 čistě závodních NSU TTS se 70 k s chladičem motorového oleje na místě předního nárazníku.
Vozy NSU s motorem vzadu, vhodným zatížením hnací nápravy, nízkou hmotností, slušným výkonem, výdrží a vysokou spolehlivostí dosáhly mnoha úspěchů v závodech do vrchu i na okruzích. Několikrát se umístily na prvním místě ve skupině v Rallye Monte Carlo. Měly ale neprakticky dělený zavazadlový prostor a s nárůstem výkonu a rychlosti vyšší nároky na řidiče pro vyšší přetáčivost. Moderní malé levné vozy s předním pohonem jako Fiat 127 snížily prodej modelů NSU s motorem vzadu a jejich výroba skončila v červenci 1973 i proto, aby nekonkurovaly ještě více zastarale řešeným vozům VW.[zdroj?]

### Postup do náročnějších tříd
Západní Německo bohatlo a klesl zájem o motocykly, jejichž výrobu NSU ukončila roku 1968. Stoupající počet ojetých vozů střední třídy současně snižoval zájem o malé a ;rostla poptávka po větších. Spíše menší automobilka NSU vlastnící většinu patentů Felixe Wankela získala prodejem licencí na vývoj jeho motoru podstatný finanční kapitál. Ve snaze vymanit se z role výrobce ekonomických vozů založila se společností Citroën podnik Comotor pro výrobu Wankelových motorů a poptávku ve vyšší třídě plánovala uspokojit svým vrcholným a nakonec posledním typem.

#### Vyšší střední třída
Inovativní futuristický sedan vyšší střední třídy NSU Ro 80, srovnatelný s vozy o třídu výš, poháněný 115 k kapalinou chlazeným dvourotorovým Wankelovým motorem s celkovým objemem komor 2 x 497,5 cm³ (porovnatelný zdvihový objem 1990 cm³) umístěným vpředu a pohonem předních kol získal titul „Automobil roku 1968“. Stal se ikonou, jejíž designový styl je stále považován za určující směr.[zdroj?]
Nákladný vývoj vozu a drahé záruční opravy dosud plně nevyvinutých motorů s nízkou životností způsobily astronomické ztráty, se kterými se NSU nedokázala vyrovnat. Nenašla vhodného partnera pro spolupráci a v roce 1969 ji převzal koncern VW jako držitele tehdy perspektivních patentů. Sloučil s Auto Union a celek přejmenoval na Audi NSU Auto Union AG, který se postupně zkrátil v Audi.[zdroj?]

#### Střední třída
Sedan střední třídy K 70 s motorem vpředu a pohonem předních kol NSU vyvinula rychle nákladně jako levnější doplněk, kterým by zpeněžila ohlas Ro 80 v prodávanější třídě a zaplnila mezeru své nabídky. Získal moderní karoserii se stejnou linií, ovšem jednodušší, méně zaoblenou s výraznými hranami a snadněji vyrobitelnou. Ale stejně pokrokový podvozek i pokročilou pasivní bezpečnost. A kapalinou chlazený 1605 cm³ motor vzešlý ze vzduchem chlazených motorů NSU 1200.[ve zdroji nenalezeno] Průzkum trhu v roce 1967 totiž ukázal, že zákazníci střední třídy jsou opatrní a Wankelu příliš nedůvěřují.[zdroj?]
Draze zaplacenou výstavní plochu na Ženevském autosalonu 1969 NSU K 70 navzdory uveřejnění reklam nevyužil. Jedinou hvězdou výstavy muselo být dle VW výkonnější Audi 100. K 70 se začal vyrábět až od září 1970 v továrně Volkswagen se znakem VW. Znamenal nový začátek, do tehdy Volkswagen vyráběl pouze vozy se vzduchem chlazeným motorem vzadu.
Základní verzi se 75 k doplňovala výkonnější 90 k s dvojitým karburátorem. Ač velkolepě navržen stejným designérem s prolisem evokujícím NSU Prinz 4 jako NSU Ro 80, pro zmenšenou péči věnovanou aerodynamice měl velmi nepříznivý odpor vzduchu a nízkou maximální rychlost. Zato při vyšších rychlostech značnou spotřebu. Hranatá karoserie a dlouhý rozvor s krátkými převisy však poskytovaly rozměrný interiér a VW K 70 si jako nedrahý komfortní vůz oblíbili taxikáři ve městech. I pro velký zavazadlový prostor neomezovaný konstrukcí pohonu zadních kol dražších a těžších vozů konkurence, které měly ve městě vyšší spotřebu.
V roce 1972 nahradil 1807 cm³ 100 k motor s větším vrtáním válce a jednoduchým karburátorem 90 koňovým. Lehce přitom klesla spotřeba. Úpravou blatníků se mírně snížil odpor vzduchu i u vozu s 1605 cm³ motorem. Za NSU už připravenou verzi kombi VW nevyráběl. Menší VW Passat a růst cen ropy snížily o K 70 zájem a VW výrobu vozu, jehož díly nevyužíval žádný jiný vůz koncernu v květnu 1975. První VW Golf však poháněl motor konstrukčně téměř identický K 70.

#### Pohrobci

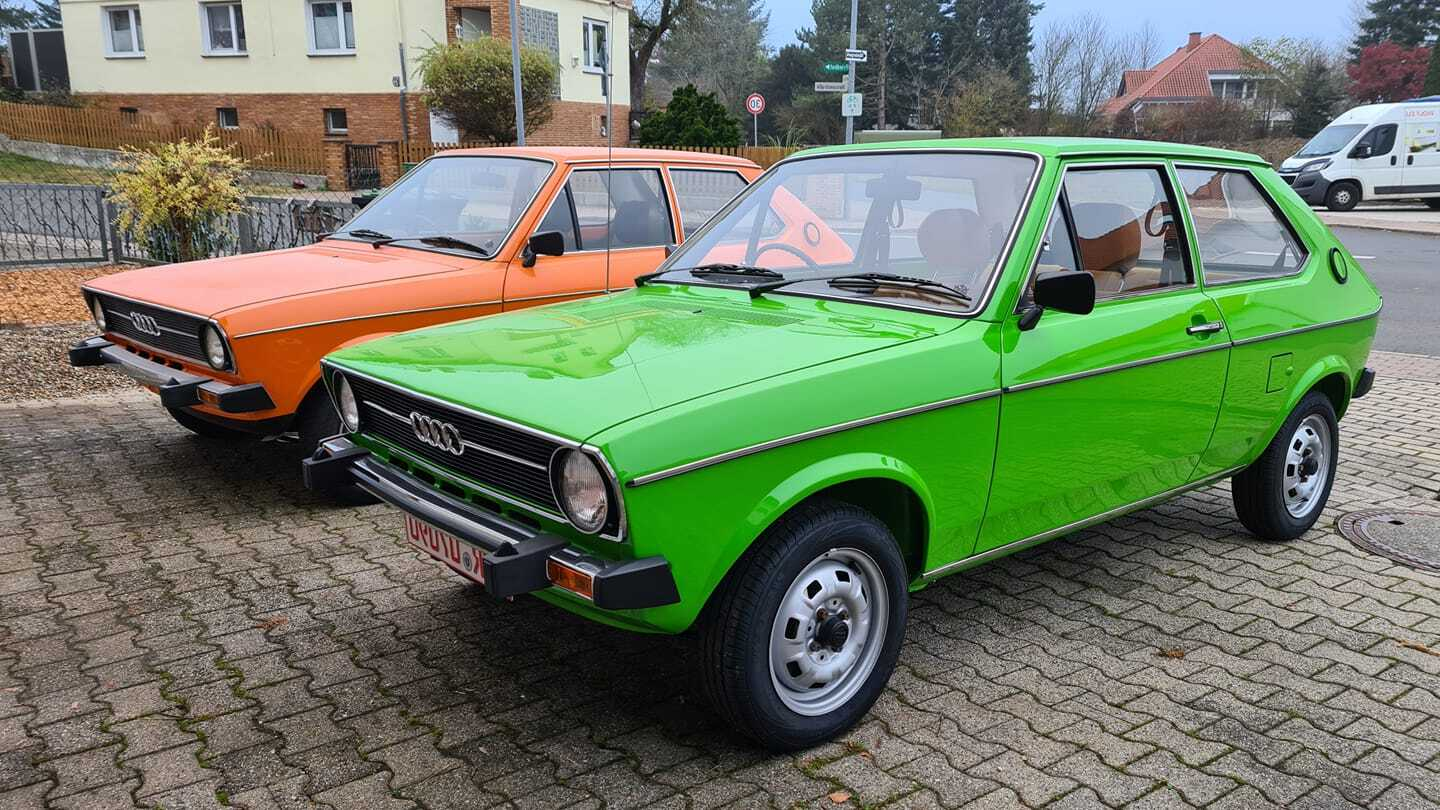
Audi NSU Auto Union
Audi 50 (1974–1978)

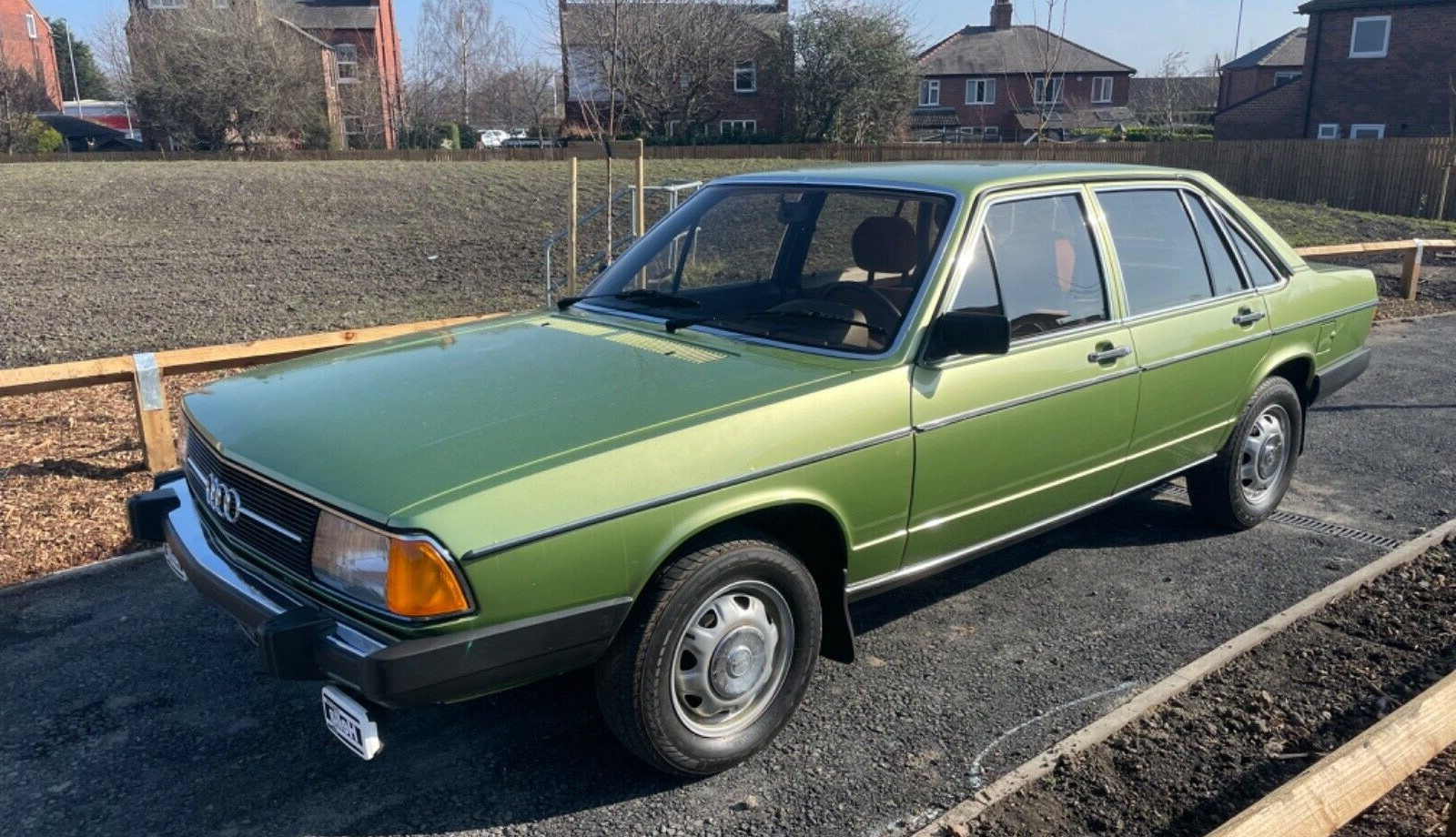
Audi NSU Auto Union
Audi 100 (1976–1982)

Vývoj nástupce malého NSU Prinz začal v roce 1968 pod šifrou Projekt K 50. Po začlenění do Audi NSU Auto Union se od léta 1974 začal vyrábět malý vůz Audi 50 stejně lehké stavby vzešlé z vývoje motocyklů jako vozy NSU, velmi vhodný do probíhající ropné krize. Volkswagen začal od března 1975 vyrábět levnějšího hůře vybaveného dvojníka pod názvem VW Polo v továrně Wolfsburg.
Audi NSU Auto Union se po růstu cen benzínu a světovém odklonu od žíznivých motorů nedočkala vyhlížených licenčních poplatků z prodeje Wankelem poháněných vozů. Vlastní nově vyvinutý Wankel, který měl volitelně pohánět druhou generaci vozu vyšší střední třídy Audi 100 pro malé další možné vývojové možnosti také nenabízela. Díky některým výrazným rysům Ro 80, které tato generace rovněž nahrazovala se však zřetelně oprostila od linií vozů Mercedes-Benz příliš zřetelných na první generaci.
V roce 1979 uvedené Audi 200 poháněl jakožto vrcholnou verzi Audi 100 namísto zvažovaného vidlicového šestiválce PRV (Peugeot, Renault, Volvo) řadový pětiválec odvozený z původního čtyřválce. Značně velkou nedotáčivost danou příliš dlouhým motorem před hnanými předními koly odstranil v roce 1984 pohon 4 × 4 modelu Audi 200 turbo quattro třetí generace Audi 100. Chybějící válec proti srovnatelné konkurenci nahradilo turbodmychadlo zvyšující výkon. Úspěchy v rallye významně přispěly k zařazení značky Audi mezi výrobce vysokovýkonných vozů. Postupem času se z prostornějších velmi dobrých Audi 100 stal vážný konkurent střední třídy Mercedes-Benz a BMW.
V roce 1985 se Audi NSU Auto Union přejmenovalo na Audi podle jediné prodávané značky – spojování NSU s nezdárným Wankelovým motorem už bylo nepotřebné. Dnes se v bývalé továrně NSU vyrábějí nejluxusnější vozy Audi.

### Zahraniční
NSU prodávala v NSR sportovní vozy Alfa Romeo a na oplátku Alfa Romeo v Itálii vozy NSU. S historickými klikatými uličkami vhodnými pro malé vozy se Itálie stala nejdůležitějším exportním trhem NSU. Italové si stejně jako Němci oblíbili úsporné dvouválcové malé živé NSU Prinz ve všech generacích. V roce 1968 se jich v Itálii prodalo téměř šestkrát více než v Německu a byly nejdováženějšími vozy. Italský dovozce nechal u Betroneho zhotovit kombi, ale NSU Prinz byl už tak těžký na zadní nápravu. Plně naložené kombi by jí přetížilo, takže se sériově nevyrábělo.
Licenčně se motocykly a vozy NSU montovaly v jugoslávském Sarajevu (Prinz 1000 a ;NSU 1200, kolem 15 000), Argentině (Prinz II a III kolem 2 500), Uruguayi (Prinz 4 prodávaný jako NSU P4 a z něj odvozený první vůz navržený v Uruguayi NSU P6 s karoserií kombi pro delší nevysoký náklad. Následovaný mírně delším kombi NSU P10.[ve zdroji nenalezeno] Které poháněl čtyřválcový motor Prinz 1000. (Výroba NSU P4, NSU P6 a NSU P10 kolem 500 + 400 + 100). Na základě typu Prinz I se začal vyrábět úplně první egyptský vůz Ramses[ve zdroji nenalezeno] (kolem 10 000). Převzetí Volkswagenem a ukončení výroby NSU přivodilo konec licenční montáže. VW se velmi silně inspiroval uruguayským NSU P10 př návrhu nového typu Volkwagen Brasilia uvedeného na brazilský trh roku 1973.